# Chremslach

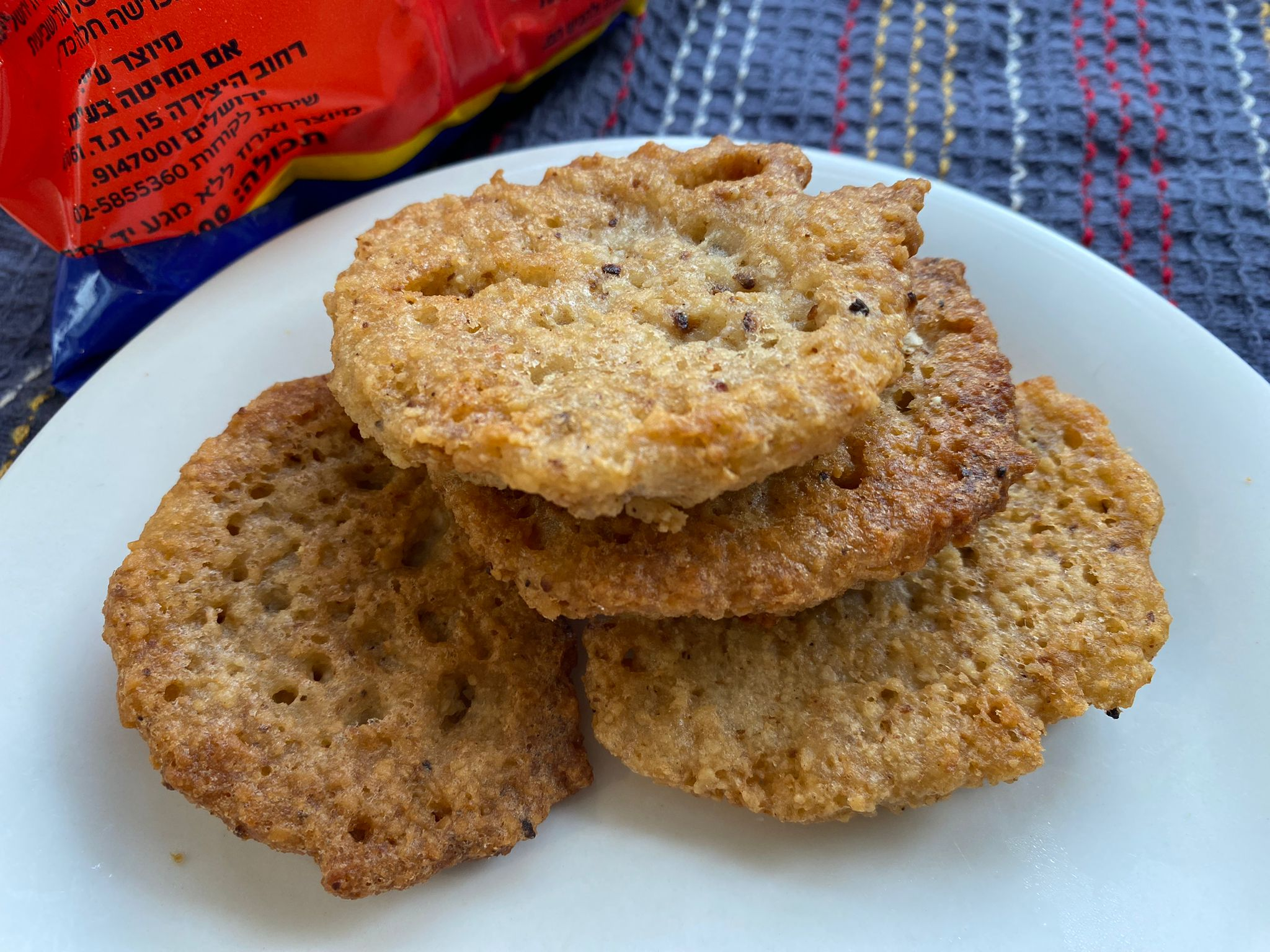
Chremslach

I Chremslach (singulare chremsl o chremzl, in yiddish כרעמזל‎?, plurale כרעמזלעך), anche chiamati chremzlekh, sono un piatto della tradizione ebraica preparato solitamente per la festività di Pesach. I Chremslach sono sottili e spumose frittelle fatte con farina di matzah o, secondo la tradizione degli ebrei orientali, con patate.